# Abnegación

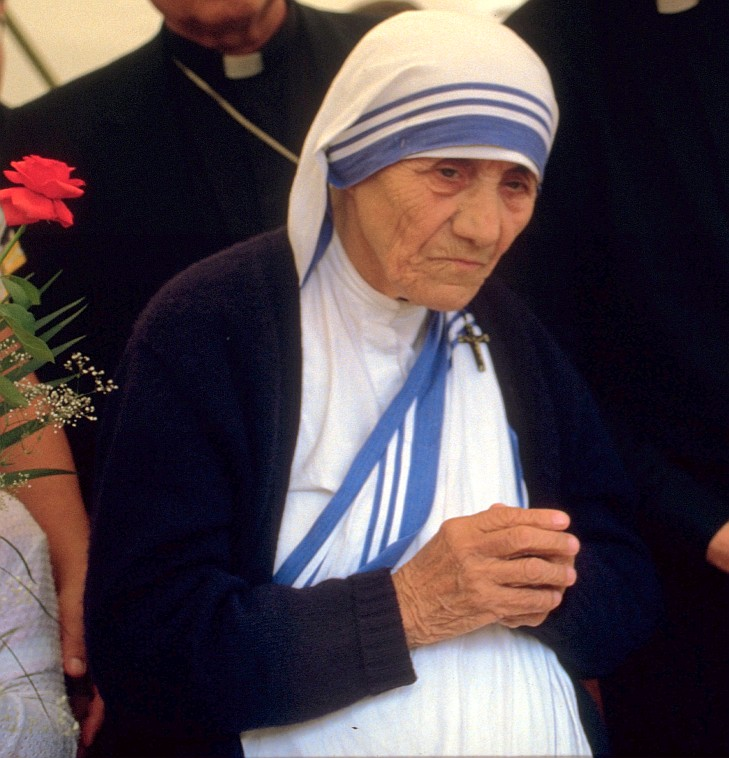
La madre Teresa de Calcuta, considerada por muchos un modelo de virtud más cercano a la abnegación.

La abnegación es un tipo de virtud moral que consiste en el sacrificio espontáneo o por medio de la voluntad de los propios intereses, deseos, e incluso de la misma vida en favor de otros o de todos. Es una forma de altruismo que exige inmolación y crea, si no es patológica, cohesión social.

## Etimología
Viene del latín abněgătio; forma sustantiva abstracta de abněgătus o abnegado.

## Concepto
Se define como un absoluto y espontáneo sacrificio que alguien hace de su voluntad, de sus afectos, de sus gustos o de sus intereses personales, generalmente por amor paternal o maternal, motivos religiosos o por el bien ajeno.
Una persona abnegada deja de lado sus intereses personales (como puede ser formar una familia en pos de entregar ese tiempo que se le dedicaría a fines sociales o colectivos) al cuidado y asistencia de los pobres, enfermos o de los más necesitados: una hija o hijo que renuncia a su crecimiento profesional y a casarse para cuidar de sus padres que están enfermos puede considerarse una muestra fiel y auténtica de la abnegación.
En la teología cristiana se tiene a Jesucristo como el mayor ejemplo de esta virtud, haciendo consistir en ello la perfección cristiana. Y en el cristianismo, algunas órdenes monásticas constituyen ejemplos de abnegación haciendo votos de pobreza y de ayudar a los pobres y necesitados: la Orden franciscana, por ejemplo, o la de las Misioneras de la Caridad, que posee un ejemplo de abnegación premiado con el Nobel de la Paz, la madre Teresa de Calcuta.
La abnegación, para ser tal, ha de tener por finalidad el Bien Supremo, ya que en otro caso no sería completa ni perfecta, pues tratándose de bienes relativos, todos ellos pueden dejarse por otro mejor. Se entiende en este sentido por abnegación la renuncia o el sacrificio hecho de una cosa por una causa cualquiera. Esta clase de abnegación es más o menos perfecta, filosóficamente hablando, según sea la causa que la motive. Hecha por fines humanos ha sido practicada en todos los tiempos. La vida es una continua abnegación, pues siempre se sacrifican unos bienes para alcanzar otros.
También se llama abnegación, algunas veces, al acto o idea contrarios al egoísmo; en este sentido la caridad, el desinterés, el altruismo y la filantropía pueden entrar, según sus fines, en una u otra de las clases referidas.

## La abnegación como virtud militar
La abnegación es también una virtud militar y consiste en la renuncia que un individuo hace de sus pasiones, de su voluntad, ideas, gustos y hasta de su vida en defensa de la patria. Es una de las virtudes asociadas al esprit de corps.[cita requerida]